# Brodský rybník
Brodský rybník (též Broďák) je průtočný rybník na Špince. Leží jihovýchodně od Červeného Kostelce v katastrálním území Zábrodí. Brodský rybník má rozlohu bezmála 16 hektarů. Je prostřední ze soustavy tří rybníků, větší Špinka leží po proudu potoka, menší Čermák proti proudu.

## Popis

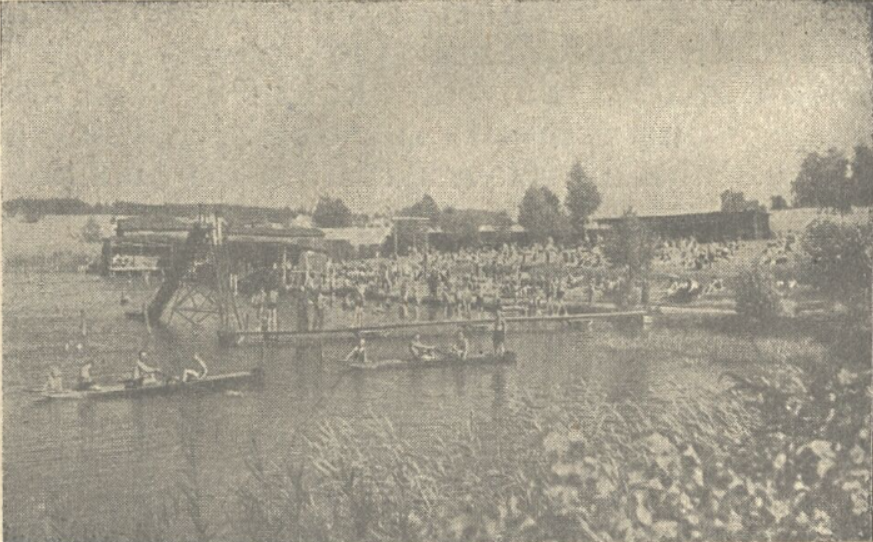
Koupaliště na rybníku v roce 1949

Podélně, středem rybníka, se pod vodní hladinou na dně táhne příkop – na šířku má 1 až 2 metry a hloubka zde dosahuje 2 až 3 metry. U chatové osady je rybník mělký, dno je bahnité a voda velmi teplá, hloubka je tam 1 až 2 metry. U koupaliště a u hospody je hlubší. Největší hloubka je u hráze (až 10 metrů), dno je tam více písčité a voda chladnější. Okolo rybníka jsou především stromy a u chatové osady les, kde do rybníka ústí malý vodní tok. Rybník je z velké části zarostlý vysokým rákosím, jen u koupaliště a u hospody (Kemp Brodský) je udržovaný travní porost. U hráze vytéká voda ven z Broďáku přímo do rybníka Špinky a vzadu (u chatové osady na druhém konci rybníka) teče z rybníka Čermáku do Broďáku.

## Využití
U rybníka je Kemp Brodský, rybník je využíván jako přírodní koupaliště a je zde provozován sportovní rybolov (soukromý revír). Rybí osádku tvoří kapři, amuři, jeseteři, líni a štiky.
Rybník je ve vlastnictví Kolowratů-Krakowských.